# 더 블랙 월 스트리트 레코드
더 블랙 월 스트리트 레코드 (The Black Wall Street Records, BWS)는 더 게임와 그의 이복형인 Big Fase 100이 만든 미국 인디 힙합 레이블이다.

## 역사
게임의 데뷔 앨범 'The Documentary'가 출시되기 전, 더 게임은 그의 레이블, 더 블랙 월 스트리트 레코드 밑에서 많은 믹스 테잎들을 공개했다. 2005년 G-Unit 레코드를 떠나면서 그는 더 블랙 월 스트리트 레코드의 지명도를 늘리기 위해 많은 가수들을 영입, 믹스 테잎들을 출시 한다. 그의 이복형인 Big Fase 100는 게임과의 잦이은 불화로 결국 레이블을 떠났다.

## 소속 가수
wearebws.com에서 확인된 소속 멤버들.
| 이름            | 계약일 | #발매된 앨범 | 프로필 |
| --------------- | ------ | ------------ | --- |
| 더 게임         | 2002   | 5            | 콤프턴, 캘리포니아 출신 래퍼. 더 블랙 월 스트리트 레코드의 창업자.                                                         |
| Nu Jerzey Devil | 2004   | -            | 뉴욕 출신 래퍼 겸 프로듀서. 팻 조의 앨범, "Me, Myself And I"의 곡들 중 더 게임이 피쳐링한 "Breath & Stop"을 프로듀스 했다. |
| Juice McCain    | 2006   | –            | 애리조나 출신 래퍼. 더 게임이 애리조나 투어 중 발굴 했다.                                                                  |
| 콤프턴 메나스   | 2008   | -            | 콤프턴, 캘리포니아 출신 래퍼. 더 게임의 오래된 친구이다.그 전에는 힙합 그룹 "Goon Squad"에 있었다.                         |
| Kanary Diamonds | 2010   | –            | 로스 앤젤레스 출신 여성 래퍼.                                                                                              |
| Mysonne         | 2010   | –            | 뉴욕 출신 래퍼. |
| A.R.            | 2004   | –            | 콤프턴, 캘리포니아 출신 래퍼.                                                                                              |

## 소속 DJ와 프로듀서
- Ervin 'EP' Pope
- DJ Skee
- Tre Beats
- DJ Haze
- DJ Kris-Stylez
- DJ Maaleek
- RyuJin